# Астерикс (лик)
Астерикс (фр. Astérix), у старијим преводима познат и као Звездоје, јесте измишљени јунак, створен 1959. као херој серије француских стрипова који је писао Рене Госини и цртао Албер Удерзо.
Стрипови су преведени на много језика, чак и латински и старогрчки. Астерикс је најпопуларнији француски стрип на свету (једине земље где је мање популаран су САД и Јапан, које имају развијену традицију свога стрипа.) Кључ за успех овог стрипа је то што садржи комичне елементе за све узрасте: млађа деца воле визуелне гегове, док одрасли цене бистре и искричаве алузије у тексту.
Астериксов најбољи пријатељ је Обеликс, а највећи непријатељ римски генерал Јулије Цезар, који се у епизодама појављује као карикиран историјски лик. 

## Настанак лика
Године 1959. тандем Госини–Удерзо оснива креативни студио Edifrance-Edipresse који је одмах у старту добио тежак радни задатак да за часопис Pilote креира нови стрип, који ће за циљну групу читалаца имати „мале Французе“. Бацивши се у дискусију стварања идеје, Госини је као прво решење понудио да се уради стрип-адаптација рано-франкијске басне Roman de Renart (=Лисичји роман) чији је главни јунак лисица Ренард. Удерзо је већ био кренуо да црта прву таблу стрипа, када их је сарадник упозорио да је идеја већ обрађивана неколико година раније.
Нови стрип је требало да дебитује у првом броју стрип-часописа, али време је одмицало, а аутори никако нису успели да дођу до довољно добре идеје. Само два месеца пре истека рока објављивања, пријатељи се састају на кафу у малом Удерзовом апартману у улици Рамије (Rameau) у париском кварту Понт-де-Пјер (фр. quartier du Pont-de-Pierre). У једном кључном моменту Рене тражи од свог пријатеља Алберта да разговарају о великим периодима у историји Француске. Веома брзо застају на Галима. За само два сата, двојица пријатеља измишљају село и његове становнике... Астерикс и Обеликс (fr. Astérix, Obélix) тако сретно дебитују 29. октобра 1959. године у првом броју Пилота, са својом првом авантуром једноставно названом "Астерикс Гал" (фр. Astérix le Gaulois).
Концепт стрипа је одлично успео, а временом је следила све квалитетнија уметничка карактеризација. Удерзо је наставио серију и након Госинијеве смрти 1977. године, са сопственим сценаријом, који ни у чему не заостаје за Госинијевим. Чак је, из поштовања према покојном пријатељу и даље наводио његово име као име сценаристе у новим епизодама.

## О стрипу
Серија Астерикс је једна од најпопуларнијих франко-белгијских стрипова на свету. Она је преведена на 111 језика и дијалеката.
Успех ове серије је довео до адаптације њених књига у 13 филмова: девет анимираних, и четири са живом акцијом (један од којих, Астерикс & Обеликс: Мисија Клеопатра, остварио је велики успех у Француској). Знатан број игара је исто тако базиран на ликовима ове серије, а постоји и тематски парк у близини Париза, парк Астерикс. Први француски сателит, Астерикс, који је лансиран 1965. године, именован је по лику из овог стрипа. До године 2017, 370 милиона копија Астерикс књига је било продато широм света, при чему су кокреатори Рене Гошини и Албер Удерзо били међу најбоље продаваним француским ауторима у иностранству.

## Листа издања

### Госини и Удерзо
- 1. 1961. - Астерикс галски јунак (Astérix le Gaulois)
- 2. 1962. - Астерикс и златни срп (La Serpe d'or)
- 3. 1963. - Астерикс и Готи (Astérix chez les Goths)
- 4. 1964. - Астерикс гладијатор (Astérix gladiateur)
- 5. 1965. - Астерикс и пут око Галије (Le Tour de Gaule)
- 6. 1965. - Астерикс и Клеопатра (Astérix et Cléopâtre)
- 7. 1966. - Борба старешина (Le Combat des chefs)
- 8. 1966. - Астерикс међу Британцима
- 9. 1966. - Астерикс и Нормани (Astérix et les Normands)
- 10. 1967. - Астерикс легионар (Astérix légionnaire)
- 11. 1968. - Штит из Арверније (Le Bouclier arverne)
- 12.1968. - Астерикс на Олимпијади (Astérix aux Jeux Olympiques)
- 13. 1969. - Астерикс и украдено казанче (Astérix et le chaudron)
- 14. 1969. - Астерикс у Хиспанији (Astérix en Hispanie)
- 15. 1970. - Завади па владај (La Zizanie)
- 16. 1970. - Астерикс у Хелвецији (Astérix chez les Helvètes)
- 17. 1971. - Град богова (Le Domaine des dieux)
- 18. 1972. - Цезарове ловорике (Les Lauriers de César)
- 19. 1972. - Врач погађач (Le Devin)
- 20. 1973. - Астерикс на Корзици (Astérix en Corse)
- 21. 1974. - Цезаров поклон (Le Cadeau de César)
- 22. 1975. - Велика пловидба (La Grande traversée)
- 23 .1976. - Обеликсово предузеће (Obélix et Compagnie)
- 1978. - Астерикс и 12 подвига (Asterix et les douze tâches) (Стрип је адаптација цртаног филма. Не сматра се делом канона)
- 24. 1979. - Астерикс међу Белгијанцима

### Удерзо
- 25. 1980. - Подељено село
- 26. 1981. - Астериксова одисеја (L'Odyssée d'Astérix)
- 27. 1983. - Астериксов син (Le Fils d'Astérix)
- 28. 1987. - Астерикс код Шећерлемаде (Astérix chez Rahazade)
- 29. 1991. - Ружа и мач (La Rose et le glaive)
- 30. 1996. - Обеликсове невоље (La Galère d'Obélix)
- 31. 2001. - Астерикс и Латравијата (Astérix et Latraviata)
- 32. 2003. - Астерикс и повратак у галску школу (Astérix et la rentrée gauloise)
- 33. 2005. - Небо му пада на главу (Le ciel lui tombe sur la tête)

### Госини и Удерзо
- 34. 2009. - Астериксов и Обеликсов рођендан (L'Anniversaire d'Astérix et Obélix - le Livre d'Or)

### Жан Ив-Фери
- 35. 2013. - Астерикс међу Пиктима (Astérix chez les Pictes)
- 36. 2015. - Цезаров папирус (Le Papyrus de César)
- 37. 2017. - Астерикс на трци кроз Италију (Astérix et la Transitalique)
- 38. 2019. - Верцингеториксова кћи (La Fille De Vercingétorix)
- 39. 2021. - Астерикс и грифон (Asterix et le Griffon)

## Филмови
Снимљени су филмови о многим Астериксовим авантурама:
1. 1967. - Астерикс Гал (Astérix le Gaulois) (цртани филм)
2. 1968. - Астерикс и Клеопатра (Astérix et Cléopâtre) (цртани филм)
3. 1976. - Дванаест задатака Астерикса (Les douze travaux d'Astérix) (цртани филм)
4. 1985. - Астериксово изненађење за Цезара (Astérix et la surprise de César) (цртани филм)
5. 1986. - Астерикс у Британији (Astérix chez les Bretons) (цртани филм)
6. 1989. - Астерикс и велика битка (Astérix et le coup du menhir) (цртани филм)
7. 1994. - Астерикс осваја Америку (цртани филм)
8. 1999. - Астерикс и Обеликс против Цезара (Astérix et Obélix contre César) (играни филм)
9. 2002. - Астерикс и Обеликс: Мисија Клеопатра (Astérix & Obélix: Mission Cléopâtre) (играни филм)
10. 2006. - Астерикс и Викинзи (Astérix et les Vikings) (цртани филм)
11. 2008. - Астерикс на Олимпијским играма (Astérix aux jeux olympiques) (играни филм)
12. 2012. - Астерикс и Обеликс у Британији (Astérix et Obélix:Au service de Sa Majesté) (играни филм)
13. 2014. - Астерикс: Насеље Богова (Astérix - Le Domaine des Dieux) (анимирани филм)
14. 2018. - Астерикс: Тајна чаробног напитка (Astérix: Le Secret de la Potion Magique) (анимирани филм)
15. 2023. - Астерикс и Обеликс: Средње краљевство (играни филм)

## Видео игре
- Астерикс (Master System, PlayStation, SNES)
- Asterix (Atari 2600)
- Asterix and the Great Rescue (Sega Genesis, Megadrive, Master System, Game Gear)
- Asterix and Obelix Take on Caesar (PlayStation and PC)
- Asterix Mega Madness (PlayStation, PC)
- Asterix and Obelix (SNES, Game Boy, Game Boy Color)
- Asterix: Search For Dogmatix (Game Boy Color)
- Asterix and Obelix: Bash Them All (Game Boy Advance)
- Asterix the Gallic War (PC)
- Asterix and Obelix XXL (Game Boy Advance, PlayStation 2 and GameCube)